# Ange-François Fariau de Saint-Ange

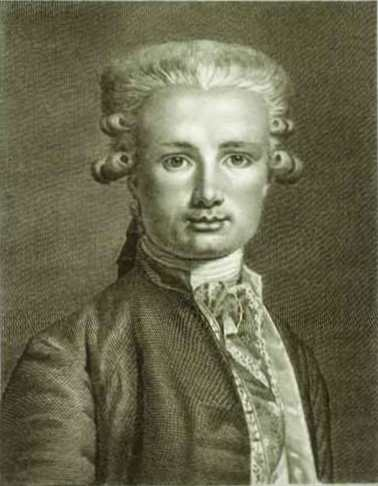
Ange-François Fariau de Saint-Ange

Ange-François Fariau de Saint-Ange (* 13. Oktober 1747 in Blois, Département Loir-et-Cher; † 8. Dezember 1810 in Paris) war ein französischer Lyriker und Übersetzer.
Fariau de Saint-Ange war der Sohn eines Beraters von König Ludwig XIV. Er absolvierte seine Schulzeit am Jesuitenkolleg seiner Heimatstadt und besuchte anschließend das Collège Sainte-Barbe in Paris. Unterstützt und gefördert durch den Staatsmann Anne Robert Jacques Turgot bekam Fariau de Saint-Ange in der Folge eine Anstellung als Lehrer für Grammatik und Literatur.
1810 wurde Fariau de Saint-Ange als Nachfolger des verstorbenen François-Urbain Domergue von der Académie française als Mitglied aufgenommen (Fauteuil 1). Da er bereits nach drei Monaten an den Folgen eines Unfalls starb, wurde noch im selben Jahr der Schriftsteller und Maler François-Auguste Parseval-Grandmaison zu seinem Nachfolger gekürt.

## Rezeption
Neben seinen eigenen literarischen Werken wurde Fariau de Saint-Ange vor allem durch seine Übersetzung von Ovids „Metamorphosen“ bekannt.

## Werke (Auswahl)
als Autor
- L’école des pères. Comédie en trois actes et en vers. 1782.
- Mélanges de poèsies. 1802.

als Übersetzer
- Henry Mackenzie: L’homme et la femme sensibles. 1775
- Ovid: Metamorphoses. 1785